# Барвани (округ)
Барва́ни (хинди बडवानी जिला; англ. Barwani) — округ в индийском штате Мадхья-Прадеш. Образован в 1998 году из части территории округа Западный Нимар. Административный центр — город Барвани. Площадь округа — 5422 км². По данным всеиндийской переписи 2001 года население округа составляло 1 081 441 человек. Уровень грамотности взрослого населения составлял 41,5 %, что значительно ниже среднеиндийского уровня (59,5 %). Доля городского населения составляла 16,4 %.